# 刑事ゆがみ
『刑事ゆがみ』（けいじゆがみ）は、井浦秀夫による日本の漫画である。『ビッグコミックオリジナル』（小学館）にて、2016年10号から2020年11号まで連載された。
連載中にテレビドラマ化され、2017年10月12日から同年12月14日までフジテレビ系で放送された。

## あらすじ
弓神適当は、かつて「透明人間」と呼ばれた正体不明の窃盗犯を逮捕して犯行を全面自供させ警視総監賞を受賞し、本庁捜査一課に所属したこともある優秀な警察官だったが、連続殺人小説家事件で「真犯人は別にいる」との訴えを上司に無視されたことをきっかけに、名前の通り「適当」な問題刑事になってしまった。現在はうきよ署で後輩の部下として勤務。「透明人間」の転落死事件から単独捜査によって振込詐欺グループを一網打尽にし仲間内のリンチ殺人まで掘り起こす、レイプ犯として逮捕された下着泥棒の冤罪を証明するなど事件解明の実績を作っていく。難事件を幾つも解決した弓神は、彼を使いこなせない上司の問題にされかねない、問題刑事となってしまう。

## 登場人物

### 警察官
弓神 適当（ゆがみ ゆきまさ）
本作品の主人公。うきよ署刑事課強行犯係の刑事。階級は巡査部長。元警視庁捜査一課所属。過去に「透明人間」と呼ばれた窃盗犯を逮捕、犯行をすべて自供させて「警視総監賞」を貰ったことがある。持ち前の洞察力（カン）によって単独捜査し、事件の全容を解明して犯人を自供させる。「透明人間」転落死事件や「連続殺人小説家事件」を模倣したような事件など難事件を解決し、父親が自殺した少年の仇うちを止める、被疑者の冤罪を証明するなどの隠れた功績も上げる一方、管轄区域外の事件に首を突っ込み謹慎処分となってしまったことも。
捜査中毒で何日も家に帰らず、妻に逃げられてしまったバツイチ。過去に弓神が逮捕した後妻業の犯人のターゲットにされ殺されそうになった金持ちの老人から遺言で贈られたファミリー向けのロボット「ワット」と暮らしている。
羽生 虎夫（はにゅう とらお）
うきよ署刑事課強行犯係の刑事で弓神の相棒。階級は巡査長。正義感が強いが、出世欲もあり腹黒い。弓神の勝手な単独行動に振り回され辟易しつつも、弓神をサポートして事件解決に協力する。
菅能理香の異母妹「雫」が失踪時に単独で捜索するが、ネオ・スピーシーズに嵌められ「綾吊真音をレイプ未遂」したとして姉沢署に逮捕される。
菅能 理香（かんの りか）
うきよ署刑事課強行犯係長。階級は警部補。弓神の直接の上司。愛煙家。以前は弓神の部下だった。彼女を囮に痴漢取締りをすると多くの痴漢を検挙できたことから、弓神に「痴漢ホイホイ」と呼ばれたことがある。弓神の適当な行動にはあきれ返っているが、弓神をかばうこともある。
多々木 挙男（たたき あげお）
うきよ署刑事課強行犯係の刑事。階級は巡査部長。弓神の人格が変わってしまったのは「連続殺人小説家事件」のトラウマではないかと考えている。
町尾 守（まちお まもる）
うきよ署刑事課強行犯係の刑事
立浪 才子（たつなみ さいこ）
うきよ署生活安全課少年係から強行犯係。階級は巡査。生活安全課少年係の問題児で本人は『志願して強行犯係に』と言っているが少年係から厄介払いされた模様。少年係時代から弓神に協力して目撃者捜しをしたことも。弓神が教育係。
江利戸 立身（えりと たつみ）
うきよ署刑事課課長。階級は警部。自己保身から弓神の単独行動を止めようと菅能に指示したり謹慎処分したりする一方、弓神が手柄を立てると「私は容疑があるなら思いっきりやれ！ 責任は私がとる」と言っただけなどと署長に報告し美味しいところを持っていく。
うきよ署署長
一見すると昼行燈だが、的確な指示をして弓神の捜査を援護している。刑事課課長など署長の指示に発言を180度転換することが何度もある。
久松
花道署の刑事課長。管内で発生した「連続殺人小説家事件」を模倣したと思われる殺人事件で、「真犯人は別にいる」と弓神が言っていたことを思い出し連絡を取る。
朽縄 道行（くちなわ みちゆき）
後添署の巡査部長。犯罪者から「ヘビ」と恐れられる刑事。金持ち老人「万田敏治」の腹上死事故を、死亡時に遺産のほとんどを貰える「釜木里香」が故意に腹上死するよう性行為を強要して死なせた、密室の故意による殺人として立件しようとする。しかし万田が弓神に贈ったロボット「ワット」に残した『自己責任で性交渉に及び死んだとしても弓神の公正な目で釜木里香に責任がないことを証明してほしい』とのダイイングメッセージが決め手となり、赤っ恥をかくことになる（2巻収録「ロボットは見た」で初登場）。
斉馬 拓郎（さいば たくろう）
うきよ署生活安全課所属の刑事。ハイテク機器・ネット犯罪に詳しく弓神と一緒に女結婚詐欺師の部屋に仕掛けられた盗聴器の電波を傍受して、7人の被害者特定と8000万円の被害を特定し詐欺師を逮捕する。しかし弓神のロボット「ワット」が菅能の元にいるのを知り、メンテナンスを頼まれた時のデータからワットのカメラを通して菅能を盗撮・盗聴していた。そのことを弓神から菅能に告発処分されそうになるが、見逃してもらった（6巻収録「人質ワット」に登場）。10巻では弓神・菅能に協力してクビを覚悟で全一の家宅捜査令状を偽造して菅能に預ける。

### 犯罪者
猿渡 実（さるわたり みのる）
他の窃盗犯が入ったことで指紋が見つかり、窃盗犯の背後に気配を消した「透明人間」がいるみたいと気味悪がられ「透明人間」と名付けられた窃盗犯。当時屁吉署に居た弓神は「透明人間は単独犯」とプロファイリングし、足を洗って窃盗の被害企業で働いていた猿渡を、別件での現場検証時に検出された指紋から逮捕した。
幼少期から母子家庭で母親の彼氏から虐待を受けて中学時代に家出し、世間も働き方も知らず窃盗に手を染めることに。少額で被害者も気付かず被害届も1件も出ていなかったが、30年間で7000万円以上の窃盗をしたことを弓神に自供して懲役刑に。出所後、働き方も知らずホームレスとなり無銭飲食を偶然弓神に見つかったのち姿を消す。その3か月後、マンションからの転落死体となって発見され、うきよ署で窃盗に入ろうとして誤って転落した事故と処理される。ところが弓神は納得せず、単独捜査の結果、猿渡の侵入しようとした部屋が振り込み詐欺グループのリーダー宅であること、振り込み詐欺で集めた金を狙い侵入したが振り込み詐欺犯に気づかれてベランダから突き落とされたことを突き止める（1巻「働く悪人」に登場）。
滑田 咲男
振込詐欺グループのリーダー。元は闇金をしていたが規制強化で振込詐欺に転職。前科はないが闇金業者を襲って金を奪ったこともある。一見冷酷だが元々はビビりで『猿渡をベランダから突き落とした』と仲間に吹聴するが、それを聞いて逃亡しようとした仲間を機密保持目的で殺す。取り調べでも「別件逮捕だ、全面可視化しないとしゃべらない」と言い放ち、補充捜査は難航するが、弓神の捜査から仲間が口封じされたことを知られ、残った仲間の証言から遺体まで発見された。それを知り動揺しているところに「猿渡の遺体に傘で突いた後が残っている」と弓神に言われ、『殺すつもりはなかった』との言い訳に「10階から突き落とされたらどうなるかわかるはずだ」と弓神に言われ猿渡殺害を認める。しかも全面可視化されていたため、裁判で『無理やり自供させられた』との言い訳が出来ないようにされた（1巻「働く悪人」に登場）。
横島 不二実（よこしま ふじみ）
小説家。『ロイコクリディウム』の作者。17年前、小説の中で犯人の心理をカタツムリに寄生する『寄生虫・ロイコクリディウム』になぞられて正当化した小説を発表。実在の未解決事件をモデルしたために世間からバッシングを受けるも小説はバカ売れ。しかし作者が小説ストーリーに添って連続殺人をしていたことが分かり、逮捕寸前に逃亡し焼身自殺で幕引きになり「連続殺人小説家事件」と言われている。しかし当時・捜査1課から派遣され捜査に加わっていた弓神は「横島不二実は犯人でない」と言い続けた。その後弓神の不始末を謝罪に行った菅能が偶然良く似た人物を見かけ、弓神も別件の行方不明者を捜査中に横島にそっくりな人を目撃する（2巻収録「殺人鬼の呪文」に登場）。
月代 志興（つきしろ しおき）
電車内で痴漢を訴え、示談金をせしめた女子大生「押田マイ」の個人情報をネット上にさらし、マイに犯人と気づかれ追跡され、歩道橋から突き落として殺してしまう。マイは痴漢被害をでっちあげた犯罪者だと言うが、弓神が調べた定期券情報と駅の監視カメラ映像により、マイが示談金を巻き上げた「沢谷金男」は痴漢常習者と分かり、弓神に『あんたは「正義の刀」を振り回して無実の人間を切ってしまった』と断罪される（3巻収録「月の裁き」に登場）。
郷亀 志太士
下着泥棒で前科一犯、執行猶予中。レイプ事件の部屋のベランダに指紋が残っていたことから、レイプ犯として逮捕され羽生に隠してあった盗んだ女性下着を見せつけられ下着泥棒がエスカレートして強姦事件を起こしただろうと責められ、していない強姦事件を自供しそうになる。弓神が被害者の身辺調査から婚約者に浮気の事実をだますための狂言と分かり、弓神の説得で被害者の彼女が事実を警察で打ち明けレイプは無罪釈放、下着ドロも起訴猶予となる（3巻収録「名誉の罪」に登場）。
呉田 詩奈（くれた しな）
病的万引き犯「クレプトマニア」の女の子、万引きしたスーパーのアルバイト・落合陽士（おちあい ようじ）に医師の治療を受けるように諭されるが、逃げ出し、待ち伏せしていた彼をストーカーと勘違いして階段から突き落としケガをさせ、好意を持って捜査していた羽生を自分の万引き事件の捜査と勘違いし、睡眠薬の過剰投与により自殺しようとする。弓神の気転で羽生が駆け付け未遂に終わる。以後はご落合の協力のもとカウンセリングと治療を受けることに（4巻収録「ハニュートラオの恋」に登場）。
宗教法人 全一（コスモス）主体　宋 善一（そう ぜんいち）
元結婚詐欺師。『影の男』に結婚詐欺師であることを見抜かれ、脅され宗教法人全一（コスモス）の「（傀儡）教祖」に祭り上げられる（4巻収録「影の男」に初登場）。影の男の操り人形だったが、影の男の正体が無戸籍の殺人鬼で、もし教団がらみの連続殺人となれば影の男の代わりに大量殺人者の汚名を着せられ死刑になると知り、影の男を抹殺しようと愚考するが逆に自動車事故に見せかけられ殺されてしまう。
影の男
横島の子供、無戸籍。横島にそっくりに変装している（4巻収録「影の男」に初登場）。弓神の停職中の単独調査で、母親は「影沼有泉」で横島のDVから逃れ出産。横島の追跡を受けて転々と逃げ回っていたために、戸籍の造られずにいた。母親の付けた名前は『玄児（げんじ）』、その母親も失火に見せかけて殺している。その後母親の客だった幼児性愛者の老人の元へ、その老人も失火に見せて殺害。本物の「重田寿美男（しげた すみお）」を殺して戸籍を乗っ取っている、など、相当数の大量殺人を犯していたもよう。
垂込 勇太郎（たれこみ ゆうたろう）
元 全一の信者、影の男に支持され女性「畑中菜摘」をレイプ。その女性を影の男に殺されるところを目撃し、死体の処理に係る。その後、全一を脱会。この情報をマスコミに流したが、隠れ家が不審火で焼死。その全焼した家の床下から畑中菜摘の遺体が出てきたため自作自演の殺人事件の犯人とされしまう（4巻「影の男」に登場）。
重岩教師
和花学園中学の柔道部顧問。出ると1回戦で負けていた柔道部を都大会で優勝できるまで育て上げたスパルタ教師。才能がありオリンピック候補にもなれる逸材の生徒が「柔道を辞める」と言ったことに腹を立てシゴき、後日生徒間の長時間の乱取りの末にセカンドインパクト症候群により死亡させる。生徒の友達の訴えから羽生と弓神が調査した結果、死亡した生徒と死なせた生徒は親友で、「死亡した生徒が柔道部に行かなければ、代わりに連帯責任をとらされる」とクラブに出席したことが明るみになり、死亡した生徒の両親が羽生の説得により告訴することに（6巻収録「ニューハニューの事件簿」）。
皆川 恵美（みなかわ えみ）
女結婚詐欺師。被害者間の暴行トラブルで発覚。被害者の一人が皆川の部屋に盗聴器を仕掛けたために弓神がサイバーセキュリティのプロ斎馬の協力で被害全貌を調べ上げ、7人の男性から8千万円をだまし取っていた（6巻収録「人質ワット」に登場）。
海神 保成（わたつみ やすなり）
海外の映画祭でも高い評価を受ける名優で、自らも劇団を率いている。帰宅途中に自宅前で飛び出してきた女性を車ではねる（運転は付き人）。事故の不自然さから弓神が海神を調べ、はねられた女性は過去に海神の劇団に所属していて、役と引き換えにレイプ同然に蹂躙され、退団後20年かかって書き上げた脚本『メドゥーサは見た』の上演を海神に「俺のことを書いている」となじられ、アパートの隣の部屋の若い女優も俳優の恋人がいるのに、恋人のテレビドラマの準主演の役にできると海神に強制的に関係を持たされていたことが分かり、抗議しようとして車にはねられたと判る。弓神の単独捜査から「うきよ署長」の「海神の顧問弁護士がすり寄ってきて、個人で調べたら悪いうわさがある。私が海神のファンだからといって手加減するな」との援護もあり署を挙げて捜査され、「事故は回避できたのに運転手の付き人が海神の指示でブレーキを踏まなかった」と自首、付き人の恋人も「彼を準主役でテレビドラマに出られるようにしてやる」と言われて関係を持たされていたことを告白、「過去の複数女性に対するレイプまがい事案」がマスコミに暴露された末に強制性交等罪で逮捕（7巻収録「メドゥーサは見た」に登場）。
狸穴 登理絵（まみあな とりえ）
過去に保険金目当てで夫を殺し保険金3千万円を受け取った元看護士。「全一（コスモス）」の宗教ビジネスをまねて同僚看護師「那須花梨」や学生時代の友人「高瀬麗奈」を過去の事案を蒸し返して不安を煽り、ダメ押しに高瀬の夫にハニートラップを仕掛け、夫の浮気を麗奈に伝え「すべて私の先生の言う通り」と自己の支配下に置いて意のままに操る。看護師から病院のカリウム製剤を持ち出させ、それで麗奈の夫殺しをそそのかし、その保険金を全額巻きあげようと計画する。弓神が地域課の巡査の「全一の石」の情報から単独捜査をし、高瀬の夫をカリウム製剤で殺そうとするところを殺人未遂の現行犯で逮捕しようと待ち構える。しかし、その直前自宅マンションで何者かに殺される（8巻「闇に迷う石」に登場）。
猪ノ口 翔（いのくち かける）
狸穴登理絵を殺し同マンションの空き部屋の屋根裏に留まり、警察の鑑識作業後にマンションから脱出したとして指名手配されるが、逮捕前に車で岸壁から飛び降りて自殺する。協力者の証言では「死後の世界を信じている、死ぬことを恐れていない」と語っていた（9巻「地下の帝国」に登場）。
全一（コスモス）秘密部隊「新たなる種（ネオ・スピーシーズ）」
全一の信者をマインドコントロールして造られた秘密部隊。「影の男」の指示に従い、暴力と恐怖で新たな仲間を造り、仲間になり切れないものは殺し、影の男が気に入った若い女性を「全一」に入信させるように裏工作する。女性が殺されても「生贄」として自分たち非合法活動を自己正当化してしまう。菅能の妹「雫」もターゲットにした（9巻「地下の帝国」から登場）。
綾吊真音（あやつり まね）
ネオ・スビーシーズに洗脳され菅能係長の妹「雫」を全一に入信させるように仕向け、雫の捜索に来た羽生をレイプ犯に仕立て上げた（9巻「地下の帝国」から登場）。
出雲三治（いずも さんじ）
影沼鞠衣（影の男の母親の姉）を監視するために全一より送り込まれた監視員、15年間監視しつづけているうちに影沼鞠衣を愛してしまうが、枝抹殺司令を受けて忠実に殺してしまった内縁の夫。そのことを姉川署の恩納好文係長に告白するも恩納が別件で懲戒免職され、その直後留置場内で自殺する（10巻「主の大いなる計画」に登場）。

## 書誌情報
- 井浦秀夫 『刑事ゆがみ』 小学館〈ビッグコミックス〉、全10巻
  1. 「働く悪人」2016年10月28日発売[4]、ISBN 978-4-09-187895-3
  2. 「殺人鬼の呪文」2017年6月30日発売[5]、ISBN 978-4-09-189541-7
  3. 「月の裁き」2017年9月29日発売[6]、ISBN 978-4-09-189653-7
  4. 「影の男」2018年1月30日発売[7]、ISBN 978-4-09-189789-3
  5. 「老人とアヒルの夢」2018年8月30日発売[8]、ISBN 978-4-09-860073-1
  6. 「ニューハニューの事件簿」2018年12月27日発売[9]、ISBN 978-4-09-860160-8
  7. 「メドゥーサを見よ！」2019年6月28日発売[10]、ISBN 978-4-09-860326-8
  8. 「闇に迷う石」2019年11月29日発売[11]、ISBN 978-4-09-860496-8
  9. 「地下の天国」2020年6月30日発売[12]、ISBN 978-4-09-860647-4
  10. 「主の大いなる計画」2020年9月30日発売[13]、ISBN 978-4-09-860720-4

## テレビドラマ
2017年10月12日から12月14日まで毎週木曜日22時 - 22時54分にフジテレビ系『木曜劇場』枠で放送された。主演は浅野忠信。

### キャスト

#### 主要人物
弓神 適当（ゆがみ ゆきまさ）
演 - 浅野忠信
うきよ署強行犯係刑事。何事も適当でだらしがなく人と同じ事をするのを嫌う問題児。事件解決のためなら違法捜査も平気でやってのけるため、いつも羽生に窘められている。しかし誰とでもフレンドリーに話すことができる。捜査のためにヒズミに協力を頼むことが多い。
羽生 虎夫（はにゅう とらお）
演 - 神木隆之介
うきよ署強行犯係刑事。弓神の相棒。正義感が強いが上昇志向も強く、腹黒いところもある。いつも弓神には手を焼いており、童貞などとからかわれている。
氷川 和美（ひかわ かずみ）
演 - 山本美月（少女期 - 牧野羽咲）
あだ名は「ヒズミ」。旧姓は河合。原作に無いオリジナルキャラクター。
凄腕のハッカーで弓神の裏相棒と呼べる存在。コンピューターを自由自在に使いこなす。普段はインターネットカフェ「SILENCE」に寝泊まりしている。
7年前、花道市で起きた「ロイコ事件」の生き残りで、事件のショックで記憶喪失になり喋ることも出来ない。事件当時12歳。弓神とは長い付き合いからか表情や仕草で意思を表すが、それ以外の他者とは筆談またはパソコンに言いたいことを打ち込むことにより意思の疎通を図る。

#### うきよ署
菅能 理香（かんの りか）
演 - 稲森いずみ
強行犯係係長。弓神の警察学校の同期で上司。弓神の扱いには苦労しているが、刑事としての能力は買っている。
多々木 挙男（たたき あげお）
演 - 仁科貴
強行犯係の最年長ベテラン刑事。
町尾 守（まちお まもる）
演 - 橋本淳
強行犯係の中堅刑事。
署長
演 - 岩松了

#### 周辺人物
河合 武〈38〉（かわい たけし）
演 - 渋川清彦
和美 (ヒズミ) の父。フリーライターをしていたが、大学時代の友人の今田の紹介で横島のゴーストライターをしていた。7年前の「ロイコ事件」の被害者。生前、家族まで横島に乗っ取られた、と言っていた。
河合 伊代〈37〉（かわい いよ）
演 - 酒井美紀
和美 (ヒズミ) の母。パートで働く主婦。「ロイコ事件」の被害者。
横島 不二実（よこしま ふじみ）
演 - オダギリジョー
小説「ロイコ」を書いた小説家。「ロイコ事件」の容疑者。焼身自殺している。享年45歳。
しかしある時、ヒズミの前に突然現れる。

#### ゲスト

##### 第1話
出典：
坂木 望（さかき のぞみ）
演 - 杉咲花
うきよ台駅の駅員。羽生の中学時代の同級生で学級委員長だった。非常に真面目な性格で、客から理不尽な目にあっても黙って耐えている。
倉間 藍子（くらま あいこ）
演 - 大後寿々花
マイの大学の友人。マイが一週間前に電車で痴漢を捕まえ、警察に訴えない代わりに現金を受け取ってから嫌がらせが始まった、と証言する。過去に父・倉間良夫が痴漢冤罪を苦にして自殺している。
押田 マイ〈21〉（おしだ まい）
演 - 小倉優香
女子大に通う美人学生。歩道橋の階段から転落して死亡。玄関ドアにスプレーで落書きされる嫌がらせを受けており、護身用にスタンガンを購入していた。
実は痴漢をでっちあげて相手の男性から金を巻き上げており、預金残高が一千万円近くあった。
沢谷 勝己（さわや かつみ）
演 - 岡田義徳
妻と2人の娘とマイホームで暮らすエリート会社員。マイに電車内で痴漢したと言われ、彼女に現金10万円を渡していた。
沢谷 薫子（さわや　かおるこ）
演 - 小倉優子
沢谷の妻。裕福な家庭の奥様。夫は毎日帰宅は遅いが、時間がある時や休みの日は家事や育児も手伝ってくれる良き夫、良き父だと証言する。

##### 第2話
出典：
早杉 千里〈42〉（はやすぎ ちさと）
演 - 水野美紀
うきよ第二中学の国語教師。独身で一人暮らし。自宅でうたた寝中に侵入者に乱暴されそうになるが、訪ねて来た将也に助けられる。その際、花瓶で右腕を負傷する。
打越 将也〈21〉（うちごし まさや）
演 - 中川大志
国語教師を目指している大学生。うきよ第二中学で教育実習中。教員採用試験のことで相談したいと千里を訪ね、襲われそうになっている彼女を助けようとした際に頭部を強打し、意識不明となる。
生まれつき心臓が悪く、中学からやっと学校に通えるようになった過去がある。千里は中学時代の担任。
打越 悦子（うちごし えつこ）
演 ‐ 黒沢あすか
将也の母。 将也と千里が親しくすることを心よく思っていない。
郷亀 哲史（ごうかめ てつし）
演 - 斎藤工
8年間下着を盗み続けている前科三犯の下着泥棒。盗みに入るのは家主が在宅中と決めており、千里の下着も彼女が就寝中に盗んでいる。盗んだ女性の下着などに番号を付け、すべて覚えている。話す時に「バーカ」と言うのが口癖。
森 郁美（もり いくみ）
演 - 今田美桜
将也の大学の同級生。将也と付き合っていたが、既に別れている。将也が春頃から誰とも遊ばなくなった、と証言する。
秋山 賢治（あきやま けんじ）
演 ‐ 水橋研二
結婚相談所「サンマリエ」で千里が紹介された男性。千里と同郷の高知県出身。事件当時、彼女の部屋にいたことがわかる。

##### 第3話
出典：
真下 誠（ました まこと）
演 - 寺脇康文
退官を間近に控えた交番の巡査部長。羽生が交番勤務の頃とても世話になった上司。誠実な人柄で近隣住民からの信頼も厚い。山中で頭部から血を流し、意識不明で倒れているところを発見される。4人家族だったが妻は他界、長女は行方不明、次女は家を出ているため一人暮らし。絵が上手い。
真下 唯香（ました ゆいか）
演 - 佐藤玲（幼少期 - 坂上梨々愛）
誠の次女。実家を出て遠方で暮らしており、しばらく父とは会っていない。結婚式を間近に控えているが、誠には出席を断られている。
真下 静香（ました しずか）
演 - 小野花梨
誠の長女（唯香の5歳上）。亡くなった母の代わりに一切の家事をやっていた。しかしそのことを不満に思っており、高校生の時家出をし、それ以来18年間戻っていない。
誠の妻
演 - 羽里早紀子
唯香が小学生の時に病気で亡くなっている。
堀田 剛
演 - 栁俊太郎
産廃業者「三羽井興業」の従業員。2日前から無断欠勤している。キレやすく、過去に3回傷害事件をおこしている。誠が雇うよう熱心に頼んでくれた今の職場で働いている。
工場長に不法投棄を命じられ、山中に出向いたところを誠に見られて彼を襲った、と疑われ逮捕される。しかし、取り調べでは「誠が先に襲ってきた」と主張する。

##### 第4話
出典：
堤 祥子〈30〉（つつみ しょうこ）
演 - 高梨臨
高遠建設の社員。以前から大山にストーカー被害を受けており、羽生が以前勤務していたうきよ一丁目交番に相談に行ったことがある。半年前、一度だけ大山と関係を持っている。大山と口論になり腕を掴まれ、殺されるのが怖くて振り払ったら転落した、と正当防衛を主張する。仕事ができるため、社内での評判は良い。
高遠 玲奈〈30〉（たかとう れいな）
演 - 池端レイナ
高遠建設社長令嬢。祥子とは会社の同期。大山が転落したビルのプロジェクトリーダー。転落の様子をそばで目撃していた。大山を信じており、祥子にストーカーの証拠写真を見せられても嘘だと言い張る。
大山 昇〈37〉（おおやま のぼる）
演 - 姜暢雄
建築士。玲奈の婚約者。自らが設計した完成間近のビルの外階段から転落し死亡。祥子ともみ合っているうちに落下したと思われる。女好きでいけ好かない性格だが、目上に取り入るのが上手い。
警備員
演 - 前野朋哉
大山が転落したビルの警備員。大山が転落した時、真っ先に駆けつけている。
飯杉 真澄（いいすぎ ますみ）
演 - 飯豊まりえ
高遠建設社員。特に親しかったわけではないが、祥子からストーカー被害の相談を受けていた。おしゃべりで噂好き。
高遠 金太郎（たかとう きんたろう）
演 ‐ 上杉祥三
玲奈の父。高遠建設社長。大山を評価しており、玲奈と婚約させた。
フローラジュエリー店員
演 - 伊藤麻実子
祥子が身につけている50万円の指輪を売っている高級ジュエリー店の店員。同じ指輪の購入者リストを弓神に見せる。

##### 第5話
出典：
宇津巻 京子（うずまき　きょうこ）
演 - 板谷由夏
父は元花道市長。一人娘の真利奈を誘拐される。真利奈を妊娠中に乳癌になり、出産後乳房全摘手術を受けている。学生時代、弁論大会で優勝するなどとても優秀だったが、父親の「女は家庭に入るもの」という考えのため、父の跡を継ぐ事を断念している。
宇津巻 誠治（うずまき せいじ）
演 - 丸山智己
市会議員で京子の娘婿。「議会の風雲児」と呼ばれている。議会で菰野議員の不正を追及している時に娘の誘拐事件が起きる。政治家になる前はレストランやブティックなど様々な事業に手を出したが全て失敗しており、宇津巻家の資産を食い潰していた。
宇津巻 真利奈（うずまき まりな）
演 - 後藤由依良
誘拐された京子の一人娘。バレエ教室の帰りに秘書・カレンの迎えを待っている間に誘拐される。誘拐現場にカタツムリの絵が残されており、「ロイコ事件」との関係を疑われる。
菰野 源三郎（こもの げんざぶろう）
演 ‐ 品川徹
市議会議員。議会で篤千商事の開発事業をめぐる不正を誠治に追及される。また、誠治は秘書と不倫している、と証言する。京子曰く「喜平が市長をしていた時から宇津巻家とは懇意にしていた」との事。
音島 カレン（おとしま かれん）
演 ‐ 桜井ユキ
誠治の秘書。誠治と不倫関係にある。
宇津巻 喜平（うずまき きへい）
演 ‐ 高橋元太郎
元花道市長。京子の父。小説「ロイコ」を発禁処分にする運動の先頭を切っていた。
久松（ひさまつ）
演 - 木下ほうか
花道署の刑事。宇津巻真利奈誘拐事件を担当する。
マリッチ
演 - リリー・フランキー（友情出演）
現役詐欺師。勉強会のためうきよ署強行犯係に呼ばれる。

##### 第6話
出典：
貝取 勝平〈25〉（かいとり かっぺい）
演 - 新田真剣佑
IT企業家。動画配信アプリ「ショードリーム」の創業者。総資産300億。来週オープンを控えたプラネタリウムの客席で刃物で腹部を刺される。過去に悪質なやり方で「スタームーン」を倒産させ、その資産を格安で手に入れている。「テンドーカンパニー」の筆頭株主で買収を考えている。当初は犯人の顔は見ていないと言っていたが、途中から「犯人は亘だ」と言い出す。
星月 亘〈72〉（ほしづき わたる）
演 - 辻萬長
望遠鏡メーカー「スタームーン」創業者。貝取が刺されたプラネタリウムもこの会社が開発に携わっていた。貝取への傷害容疑で警察に任意同行を求められる。探偵事務所に貝取の動向調査を依頼していた。
星月 晃介（ほしづき こうすけ）
演 - 山中聡
亘の息子で光希の父。「スタームーン」が倒産した後、多額の負債を抱え首吊り自殺している。光希が学校でいじめられている時、アルビレオという星の話をし、パパはいつも光希のそばにいる、と言っていた。
星月 光希〈11〉（ほしづき みつき）
演 - 新井美羽
亘の孫娘で晃介の娘。小学生。晃介の遺体の第一発見者。母は小さい頃に他界している。パパと世界に一つしかないプラネタリウムを作ることが夢。
天堂 英里（てんどう えり）
演 ‐ MEGUMI
ゲームアプリ『モンスターコレクター』略して『モンコレ』の人気で急成長した「テンドーカンパニー」の社長。貝取が学生の頃に「ショードリーム」の立ち上げを支援している。
貝取の運転手
演 ‐ 生田佳那
指定された時間にプラネタリウムに貝取を迎えに行き、刺された彼を発見する。

##### 第7話
出典：
近江 絵理子〈45〉（おうみ えりこ）
演 - りょう
一流デザイン会社「マテリアル」の管理職。未婚。菅能の大学の同級生で、同窓会で再会する。来年、年下の実業家と結婚が決まっている。同窓会の後、自宅で青酸カリを飲んで死んでいるのが発見される。遺体の爪が切られていたが、部屋からは爪切りが見つかっていない。1ヶ月前に路上でひったくりに遭い、300万円盗まれている。
実は3年前に持病の線維筋痛症が悪化して左遷され、3ヶ月前に会社を辞めていた。同窓会で同級生に見せた写真に写っていた部下や恋人は、皆「リア充代行サービス」のアルバイトだった。
三枝 優里（さえぐさ ゆり）
演 - 早見あかり
「リア充代行サービス」のアルバイト。元アイドルで指名も多い。絵理子には仕事でこの3ヶ月で23回会っている。最近は彼女から説教されるようになり、疎ましく思っていた。しかし絵理子の死亡推定時刻にはバイト中でアリバイがある。
引田 久利（ひきた ひさとし）
演 - 笠原秀幸
優里の指名客。アイドル時代からの彼女の熱烈なファン。ひったくり現場付近の防犯カメラに、彼に似た人物が写っていたため聴取される。
リア充代行サービス社長
演 - 流コウキ
優里は元アイドルで人気があるので、タクシー使い放題の特別待遇で雇っていると証言する。
ヒムロ巡査
演 - 時任勇気
交番勤務の警官。絵里子のひったくり被害の件の確認に自宅を訪ね、遺体を発見する。

##### 第8話
出典：
猿渡 愛実〈33〉（さるわたり まなみ）
演 - 市川由衣
弓神と羽生が入ったキャバクラ「ピチピチガール」のキャバ嬢。実は昔、窃盗で弓神に逮捕されており、偶然店で再会する。逮捕当時は子どもが生まれたため足を洗っていたが、過去の窃盗の証拠が出て逮捕された。一人息子が施設におり、一緒に住むために昼間の仕事を探している。
その数日後、高級マンションの敷地内で遺体で発見される。手には現金180万円が握られていたため、窃盗に入ってベランダから転落死したと思われる。
沼田 徹（ぬまた とおる）
演 - 小林隆
窃盗に入られた部屋の住人。朝起きたら金庫が開いていた、と語る。独身。元銀行員で退職金を資産運用している。金庫には2千万円入っていたと言われている。
猿渡 実（さるわたり みのる）
演 - 吉沢太陽
愛実の息子。愛実が窃盗で逮捕されたため、それ以来、施設に入っている。
須崎 忠（すざき ただし）
演 - 矢柴俊博
県警本部の警視。高齢者を狙った詐欺事件を捜査しており、うきよ署に犯人逮捕の協力を要請する。
キララ
演 - 久松郁実
キャバクラ「ピチピチガール」のホステス。紙袋を受け取るだけで3万円貰えると、詐欺の受け子のバイトをしている。
キャバ嬢
演 - 芹那
「ピチピチガール」のホステス。愛実がお金に困っていて、給料の前借りを店長に頼んでいた、と話す。
西野 恵（にしの めぐみ）
演 - 宮田早苗
詐欺の被害者。犯人逮捕のため警察に協力する。
ミナミ
演 - 大島蓉子
沼田の通う社交ダンス教室の生徒。
実は弓神たちに協力していた「ピチピチガール」のオーナー。元女優で本名は北風（きたかぜ）。
東 くみ子（ひがし くみこ）
演 - ふせえり
愛実が86万円を送金していた相手。詐欺の被害者で180万円騙し取られていた。
カフェ店員
演 - 筧美和子
弓神たちが入ったカフェの店員。

##### 第9話
出典：
薮田 恒男〈72〉（やぶた つねお）
演 - 渡辺哲
代々医師の家系で自身も県内の大学病院に勤めていた元医師。美術品の収集家で資産家。自宅の浴槽内で遺体で発見される。風呂には熱湯が張られており、体に無数の傷や火傷があった。現場で「積年の恨み、ここに晴らす」と書かれたノートの切れ端が見つかる。
薮田 波江（やぶた なみえ）
演 - 仁科亜季子
恒男の元妻。7年前に離婚している。晴男が失踪した当時はうつ病で入院治療していた。晴男の失踪後、彼から「今から死ぬ」との電話を受けている。
薮田 晴男（やぶた はるお）
演 - 鹿間康秀
恒男の一人息子。周囲には既に亡くなったと思われている。恒男が跡取りにしようとして医学部受験をしていたが、三浪して恒男に暴力をふるわれ家出している。戸籍上は認定死亡となっている。
石崎 春菜（いしざき はるな）
演 - 二階堂ふみ（友情出演）
薮田家の家政婦。恒男の遺体の第一発見者。手癖が悪く、恒男の財布から度々金を抜き取っている。事件の数日前に薮田家の前で見張っていた男がいた、と証言する。
寄道（よりみち）
演 - AKIRA（友情出演）
春菜が薮田家への通勤で利用しているタクシーの運転手。事件当日、タクシーを流している時に、薮田家から出てくる不審な男を見た、と証言しドライブレコーダーを確認するも、それらしい画像は見つからなかった。その後、レコーダーの一部が削除されていることに気づき、本部に全記録が保管されていることを羽生に教える。
子門 真佐子（しもん まさこ）
演 - 真野恵里菜
鑑識。現場で見つかったノートの切れ端から晴男の指紋が見つかった、と報告する。
女性技官
演 - 中村静香
嘘発見器の仕組みを説明し、羽生たちにテストする。
酒屋の店主
演 - オラキオ
恒男の家庭内の事情を弓神たちに証言する。

##### 第10話
出典：
今田 裕子
演 - 今藤洋子
横島の担当編集者。武とは大学時代の友人で、彼に横島のゴーストライターの仕事を斡旋した。最初は上手くいっていたが、ある時から2人の関係が悪くなり、武が「俺は仕事も生活も横島のゴーストだ」と言っていた、と証言する。
「ロイコの部屋」利用者
演 - 阿部亮平
ネット掲示板「ロイコの部屋」で管理人の呼びかけに応え、羽生たちを拉致する。その後、菅能たちに踏み込まれ逮捕される。
「SILENCE」店員
演 - 松居大悟
ネカフェ「SILENCE」の店員。ヒズミに弓神から預かった紙袋を手渡す。

### スタッフ
- 原作 - 井浦秀夫『刑事ゆがみ』（小学館「ビッグコミックオリジナル」連載中）
- 脚本 - 倉光泰子、大北はるか、藤井清美、池上純哉、徳永友一
- 脚本協力 - 大北はるか、倉光泰子
- 音楽 - 菅野祐悟
- 主題歌 - WANIMA「ヒューマン」[37]
- 協力プロデュース - 古郡真也
- プロデュース - 藤野良太、高田雄貴
- 演出 - 西谷弘、加藤裕将、宮木正悟
- 制作 - フジテレビ

### 放送日程
| 話数                                                                         | 放送日   | サブタイトル                                           | 脚本                | 演出     | 視聴率 |
| ---------------------------------------------------------------------------- | -------- | ------------------------------------------------------ | ------------------- | -------- | ------ |
| 第1話                                                                        | 10月12日 | 超適当偏屈自分勝手非常識遅刻常習犯KY問題児、だけど天才 | 倉光泰子            | 西谷弘   | 7.6%   |
| 第2話                                                                        | 10月19日 | 初恋愛情溺愛純愛                                       | 倉光泰子 大北はるか | 西谷弘   | 5.8%   |
| 第3話                                                                        | 10月26日 | 二面性                                                 | 大北はるか          | 加藤裕将 | 6.0%   |
| 第4話                                                                        | 11月02日 | 秘密                                                   | 倉光泰子 藤井清美   | 宮木正悟 | 6.3%   |
| 第5話                                                                        | 11月09日 | 因縁寄生支配宿敵                                       | 池上純哉            | 西谷弘   | 6.4%   |
| 第6話                                                                        | 11月16日 | 適当傲慢真剣勝負                                       | 大北はるか          | 宮木正悟 | 6.7%   |
| 第7話                                                                        | 11月23日 | 人生色々悲喜交々                                       | 徳永友一 倉光泰子   | 加藤裕将 | 5.9%   |
| 第8話                                                                        | 11月30日 | 一日千秋一期一会                                       | 大北はるか 倉光泰子 | 宮木正悟 | 6.8%   |
| 第9話                                                                        | 12月07日 | 弓神適当絶体絶命                                       | 池上純哉            | 加藤裕将 | 6.9%   |
| 最終話                                                                       | 12月14日 | 3か月ありがとう                                        | 池上純哉 倉光泰子   | 西谷弘   | 6.6%   |
| 平均視聴率 6.5％（視聴率はビデオリサーチ調べ、関東地区・世帯・リアルタイム） |          |                                                        |                     |          |        |

### 受賞
- 第10回 コンフィデンスアワード・ドラマ賞（2017年）[40][41]
  - 作品賞
  - 主演男優賞（浅野忠信）
  - 助演男優賞（神木隆之介）